# За хората и боговете
„За хората и боговете“ (на френски: Des hommes et des dieux) е френски филм от 2010 година, драма на режисьора Ксавие Бовоа по негов сценарий в съавторство с Етиен Комар.
Сюжетът, базиран на реалния инцидент с убийството на монасите от Тибирин през 1996 година, разказва за група френски монаси траписти, които съзнателно решават да останат в манастира си в изолирано село в Алжир, въпреки засилващото се напрежение през Гражданската война, в резултат на което повечето от тях са отвлечени от ислямисти. Главните роли се изпълняват от Ламбер Уилсон, Майкъл Лонсдейл, Оливие Рабурден, Филип Лауденбах.
„За хората и боговете“ печели награди „Сезар“ за най-добър филм, операторска работа и поддържаща мъжка роля и е номиниран за „Златна палма“ и награда на БАФТА за чуждоезичен филм.